# Brachsensalmler
Der Brachsensalmler (Abramites hypselonotus) ist ein Süßwasserfisch aus der Familie der Engmaulsalmler (Anostomidae), der im nördlichen und mittleren Südamerika vom Stromgebiet des Orinoko über das Amazonasbecken, den Rio Araguaia und Río Paraguay bis zum oberen Río Paraná verbreitet ist.

## Merkmale
Der Brachsensalmler wird 13 bis 14 cm lang und besitzt einen für Engmaulsalmler relativ hochrückigen Körper mit etwa gleich gebogener Rücken- und Bauchlinie. Sein Kopf ist relativ klein, die Schnauze spitz. Die ist variabel und kann dunkelbraun bis gelbbraun oder grau sein. Auf den Körperseiten zeigen sich acht breite, unregelmäßige braune bis schwarze Querbänder. Basis und vorderer Abschnitt der Rückenflosse sind dunkelbraun, der obere und der hintere Abschnitt sind wie auch die Schwanzflosse und die Bauchflossen transparent. Die Brustflossen und die Afterflosse sind gelb oder lehmgelb. Letztere hat eine braune Basis und ist braun gesäumt. Die Fettflosse ist kräftig gelb und an der Basis sowie am Oberrand schwarz gesäumt.
Weibchen sind blasser gefärbt als die Männchen und im Allgemeinen etwas kräftiger gebaut. Jungfische sind gestreckter.

## Lebensweise
Brachsensalmler ernähren sich von Würmern, Krebstieren, Insekten und pflanzlichem Material. 

## Aquaristik
Der Brachsensalmler wird durchaus in Aquarien gepflegt. Da es sich um einen Gruppenfisch handelt, sollten nicht zu wenige Exemplare gehalten werden; in Zusammenhang mit der Größe der Tiere führt dies dazu, dass es eines größeren Beckens mit einem Volumen von mindestens 400 Litern bedarf.
Berichte über eine erfolgreiche Nachzucht des Brachsensalmlers liegen nicht vor.